# 白公之亂
白公之亂是發生於前479年楚國貴族白公勝謀反，攻入郢都，劫持楚惠王的內戰。被叶公高所平定。

## 簡介
楚平王的嫡長子太子建，因被大夫費無忌陷害，出奔鄭國，在鄭國捲入兵變事件，被鄭定公所殺。大夫伍子胥率太子建的兒子熊勝奔至吳國。
楚惠王（太子建之姪）登基，第二年（前487年），令尹子西召熊勝回國，封於白邑（今河南息縣東），稱為「白公勝」。白公勝積極爭取民眾，準備奪權。
楚惠王十年（前479年）六月，吳國攻打楚邑慎（今安徽穎上北），被白公勝率領楚軍打敗。白公勝以獻捷（戰利品）為名，領兵入郢都作亂，史稱白公之亂或白公為亂、白公作亂。
同年七月，殺死令尹子西、司馬子期，劫持惠王，准備立子閭為王。子閭不從，被殺。白公安置楚惠王於高府，楚大夫圉公陽背楚惠王逃到昭夫人處（惠王母）躲避。
叶公高在蔡（今安徽鳳台），聽聞白公勝發難後，遂率方城外之軍前來鎮壓。叶公由都城北門而入，得到箴尹固和國人的協助，打敗了白公勝。白公勝逃到山中自縊。